# Diego Avarelli
Diego Avarelli (Crotone, 18 febbraio 1867 – Roma, 25 novembre 1939) è stato un magistrato italiano.

## Biografia
Nasce da Gennaro Avarelli (1814-1890) e dalla nobile Rachele Barone dei patrizi di Tropea (1832-1915). Il padre, funzionario borbonico della provincia di Calabria Ulteriore Seconda prima, gestore di alcune esattorie in Calabria poi, era membro di una ricca famiglia di Crotone. 
Diego nasce così in una famiglia agiata e numerosissima, con 13 fratelli e sorelle. Le disponibilità economiche della famiglia gli permettono di condurre seri ed approfonditi studi. Segue una breve esperienza militare, nel corso della quale, con Regio decreto del 19 ottobre 1889 è nominato sottotenente di complemento dell'esercito permanente.
Nel 1890 perde il padre e qualche anno più tardi raggiunge il fratello Francesco che si era trasferito a Roma. Qui il fratello aveva già ottenuto un impiego presso la Corte dei Conti. Nel 1893 riesce ad entrarci come volontario. Presto anche la madre con le sorelle e i fratelli più piccoli si trasferiscono nella capitale del Regno.
Nel 1902 si sposa con Amelia Scarlatti, appartenente ad una famiglia benestante di origini fiorentine. Nei primi anni di matrimonio si trasferisce nel palazzetto che la famiglia della moglie possedeva nel rione Castro Pretorio. Lì nasceranno i loro tre figli: Gennaro, Antonia e Walter Avarelli.
È stato grande appassionato di giochi di carte, in particolare amava intrattenersi al Circolo della Stampa di Roma a giocare a poker. La passione del poker e delle carte in generale si estese presto all'intera famiglia, compresa la figlia Antonia. Il gioco di carte fu anche la causa principale che lo portò a perdere gran parte delle sue sostanze. 

### Carriera
Nominato volontario nel dicembre del 1893, Avarelli lavora presso la Corte dei Conti fino al collocamento a riposo, il 18 febbraio del 1937. Le sue capacità intellettive e organizzative gli permettono di condurre una carriera contrassegnata di riconoscimenti ed onorificenze.
Nel 1918 Mario Cermenati, sottosegretario all'Assistenza Militare e alle Pensioni di Guerra, rivolgendosi al Presidente della Corte dei Conti, additava Avarelli come meritevole di conseguire la promozione a Capo Sezione di prima classe. Così parlava il sottosegretario dell'Avarelli:
Le capacità di Avarelli portarono il presidente dell'Ente Autonomo portuale di Crotone a richiedere che venisse messo a disposizione dell'Ente stesso per la costituzione dei relativi uffici amministrativi e contabili. La richiesta, inoltrata nel 1920, fu «raccomandata da autorevoli Parlamentari», ma ricevette risposta negativa.
Altre note di merito sono pronunciate in epoca fascista, dal generale Attilio Teruzzi, capo di stato maggiore della M.V.S.N.. In vista della costituzione di una Cassa Pensioni per gli Ufficiali della Milizia, Teruzzi così scriveva al Presidente della Corte dei Conti senatore Gino Gasperini:
Sebbene abbia ricoperto importanti incarichi nel corso del ventennio fascista, Avarelli si contraddistinse per merito già prima dell'avvento del fascismo, ricevendo incarichi e onorificenze. Si iscrisse al Partito Nazionale Fascista il 29 ottobre del 1932. 
Con Regio decreto del 15 febbraio del 1937-XV Avarelli fu collocato a riposo dal 18 febbraio 1937 per raggiunti limiti di età col titolo ufficiale onorifico del grado di Presidente della Corte dei Conti.

## Pubblicazioni
- L'analfabetismo e l'azione dello Stato. Rivista pedagogica (RP), III, marzo 1910, pp. 237–246.

- Il monte pensioni degli insegnanti elementari - note alla Legge (Testo Unico) 31 gennaio 1909, n. 97, Società Ed. Dante Alighieri, Segati e C., 1910[6]

- La causa di servizio nella pensione privilegiata normale. Rivista della Corte dei Conti, pagg. 121-128, 1932.

- Il nuovo ordinamento del servizio di liquidazione delle pensioni, Mantero, Tivoli, 1933.

- Il nuovo ordinamento del servizio di liquidazione delle pensioni. Rivista della Corte dei Conti, pagg. 1-9, 1934.